# 本覚寺 (横浜市)
本覺寺（ほんがくじ、本覚寺、英語: Hongakuji Temple）は、神奈川県横浜市神奈川区高島台にある曹洞宗の寺院。山号は青木山。京急本線神奈川駅と第二京浜青木橋交差点のそばの高台にある。

## 概要
もと臨済宗で、1226年（嘉禄2年）に宗祖栄西により創建されたと伝わる。現在の高島台から幸ヶ谷小学校（権現山）にかけて続いていた丘の上にあり、東海道と神奈川湊を見下ろす交通の要衝にあることから、戦国時代には隣接して権現山城・青木城が造られた。1510年（永正7年）、一帯が上杉氏と上田政盛との権現山合戦の戦場となったため荒廃したが、1532年（享禄5年/天文元年）に曹洞宗の寺として再興された。
江戸時代になると周辺は神奈川宿として栄えた。幕末の1859年7月1日（旧暦安政6年6月2日）に横浜が開港、これに伴って7月4日（旧暦6月5日）、横浜港が一望できることから、初めての在横浜アメリカ領事館が本覺寺に置かれ、関内の外国人居留地に移る1863年（文久3年）まで当地に駐在していた。1862年（文久2年）には薩摩藩士が無礼を働いたイギリス人を殺傷した生麦事件が発生しており、負傷者のウッドソープ・クラークとウィリアム・マーシャルが本覺寺のアメリカ領事館へ逃げ込み治療を受けた。
開国当時山門はペンキで白く塗装され、この山門は後も震災・戦災を免れて現存している。東側の権現山は神奈川台場の建設のため削られた。さらに明治時代の鉄道建設により寺の東側に切通しが作られ、この際に東海道も分断されたため、門前近くに青木橋が架けられた。さらに第二京浜建設の際にも寺域が削られた。

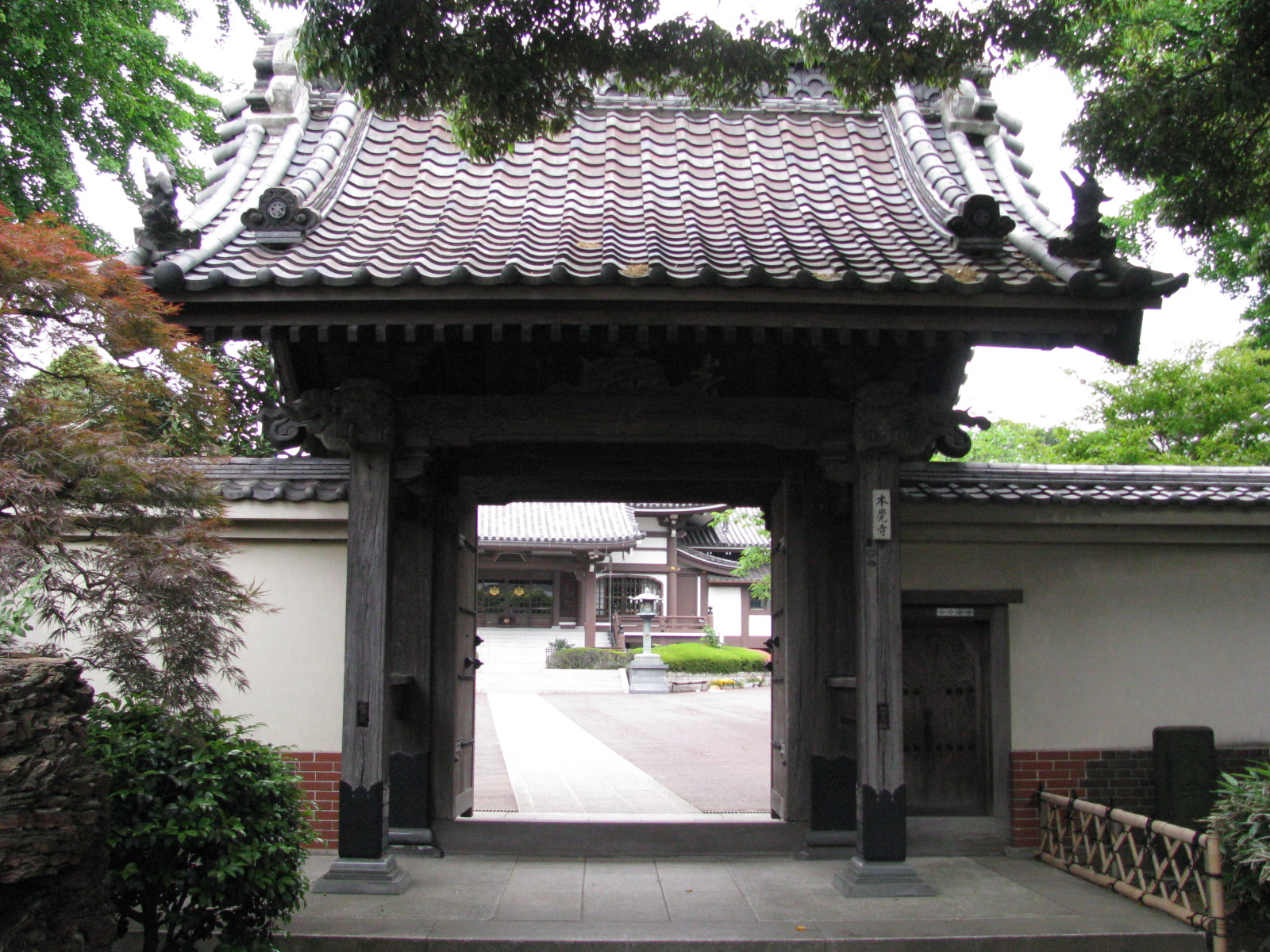
日本初のペンキ塗りされた山門
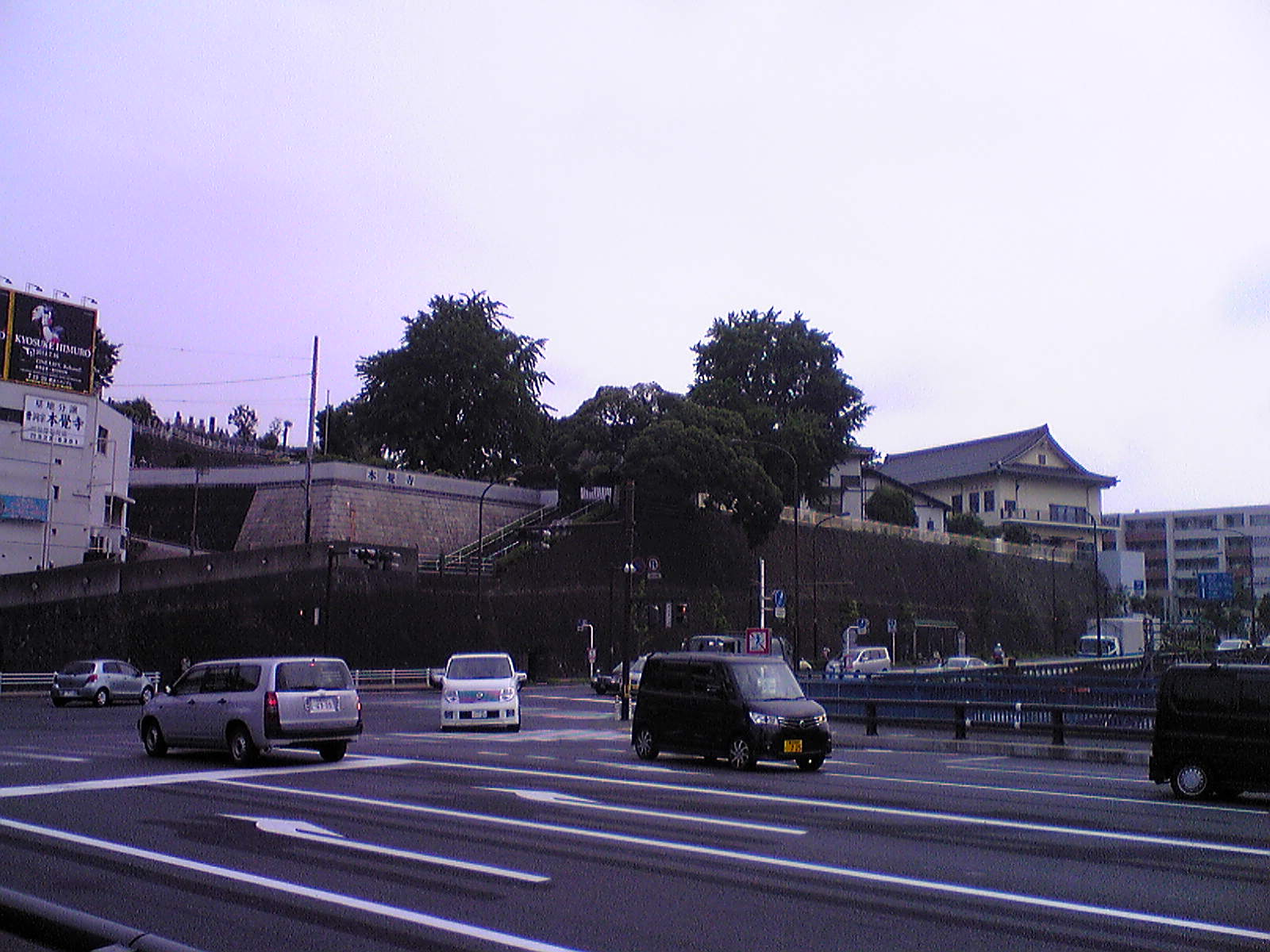
旧東海道からの遠景
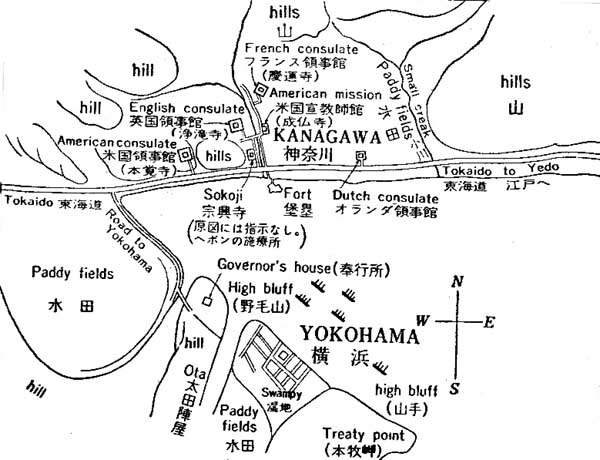
本覚寺を含む、神奈川に設置された領事館